# Neunkirch-lès-Sarreguemines
Pour l’article homonyme, voir Neunkirch.
Neunkirch-lès-Sarreguemines (communément Neunkirch ; prononcer [nœnkiʁʃ] ) est un quartier de la commune française de Sarreguemines. C'était une commune à part entière jusqu’en 1963.

## Toponymie
- Neunkirch[1],[2] : Neukierck & Nenkierk (1316), Neurkirchen (1330), Nunkirchen (1335), Nuwenkirchen (1435 & 1465),  Noenkirchen & Nauwen Kirchen (1466), Neunkirchen & Neinkirchen (1594), Neukirch (XVIIIe siècle), Nunkirchen & Neunkirken (1756), Neunkirchen (carte de l'État-major), Neunkirche (1793), Neunkirchen (1871-1918). 
  - Niinkirch en francique lorrain[3].
- Wesching (ancien moulin) : Fechingas (777), Vechingen (1393), Féchin (1594), Weckingermuhl (carte de Cassini)[2].
- Sobriquet des habitants : Nienkirscher Dohle-rutscher/Dohle-kratzer (les égoutiers de Neunkirch)[4].

## Histoire
- Durant la Seconde Guerre mondiale, les 1800 habitants de la commune furent envoyés en Charente dans la région de Ruffec.
- Ville natale de Joseph Schoendorff (18/9/1919-21/11/1970, inhumé à Langonnet, Morbihan), pilote de Chasse du Régiment "Normandie-Niémen, campagne (Russie, Pays Baltes & Prusse Orientale) du 24/2/1944 au 20/6/1945, 1 victoire personnelle & 1 en coopération)
- il y avait autrefois un Moulin à cailloux et une usine du nom de Wesching, dépendant de la faïencerie de Sarreguemines[2].
- Le 1er janvier 1964, la commune de Neunkirch-lès-Sarreguemines est rattachée à celle de Sarreguemines[5]

## Démographie
| 1793 | 1800 | 1806 | 1821 | 1836  | 1841  | 1861  | 1866  | 1872  |
| ---- | ---- | ---- | ---- | ----- | ----- | ----- | ----- | ----- |
| 585  | 538  | 756  | 814  | 1 094 | 1 178 | 1 341 | 1 476 | 1 378 |

| 1876  | 1881  | 1886  | 1891  | 1896  | 1901  | 1906  | 1911  | 1921  |
| ----- | ----- | ----- | ----- | ----- | ----- | ----- | ----- | ----- |
| 1 451 | 1 612 | 1 660 | 1 794 | 1 900 | 2 032 | 2 062 | 2 026 | 1 911 |

| 1926  | 1931  | 1936  | 1946  | 1954  | 1962  | - | - | - |
| ----- | ----- | ----- | ----- | ----- | ----- | - | - | - |
| 1 891 | 1 849 | 1 845 | 1 699 | 2 248 | 3 601 | - | - | - |

## Culture locale et patrimoine

### Lieux et monuments
- Église Saint-Denis (1850) ; clocher du XIVe siècle

### Héraldique
| Blason de Neunkirch-lès-Sarreguemines | Blason  | D'azur semé de fleurs de lis d'or, à la bande échiquetée d'argent et de sable. |
| Blason de Neunkirch-lès-Sarreguemines | Détails | Le champ d'azur semé de lys constitue les armes de l'abbaye de Saint-Denis, la bande échiquetée celles des comtes de Sponheim. Neunkirch a appartenu jadis à l'abbaye, puis à la maison de Sponheim. Le statut officiel du blason reste à déterminer. |